# Рафаел ван дер Ваарт
Рафаел Фердинанд ван дер Ваарт (на нидерландски: Rafael Ferdinand van der Vaart) е нидерландски футболист, роден на 11 февруари 1983 г. в Хемскерк, Северна Нидерландия. От 2018 г. е играч на Есбер.

## Кариера
Още четиригодишен ван дер Ваарт е записан да тренира в отбора на Де Кенемерс от родния му град Хемскерк. Талантът му не остава незабелязан и след шест години е поканен на проби в академията на Аякс. Треньорите са впечатлени и така той остава в Амстердам.
През 1999, 2000 и 2001 печели наградата за най-голям талант на Аякс. На 19 април 2000 г. Рафаел дебютира за мъжкия отбор при равенството с Ден Бос (1:1). Пет месеца по-късно, на 20 октомври, той вкарва първия си гол за отбора (при 4:2 срещу Рода). Дебютът му за националния отбор на Нидерландия е на 6 октомври 2000 г. срещу Андора, а първият му гол – на 7 септември 2003 срещу Австрия.
През сезон 2000/2001 успява да се наложи като титуляр под ръководството на треньора Ко Адриаансе. В началото на 2002 г. го сполетява тежка контузия в дясното коляно и следват две операции (при втората е изваден менискусът) и така ван дер Ваарт пропуска останалите мачове до края на сезона. През сезон 2004/2005 Роналд Куман му поверява капитанската лента, но тя му отнета сама след няколко месеца, защото ван дер Ваарт отказва да играе като ляв халф в един мач от Шампионската лига. Към края на престоя му в Аякс започват търкания между него и феновете, които започват да го освиркват и псуват. Това, както и непрекъснатото следене на всяка негова стъпка от холандските жълти вестници, предопределя желанието му да напусне отбора в посока някоя чужда държава. През 2005 ван дер Ваарт е закупен от Хамбургер за сумата от 5,1 милиона евро. Договорът му е до 2010 година, като съществува опция да напусне отбора през 2009 г., ако друг отбор предложи за него 1,5 милиона евро.
Ван дер Ваарт бързо става любимец на публиката, а през сезон 2006/2007 е избран за капитан на отбора. За нейно съжаление, контузиите продължават да го преследват и тук, но в крайна сметка това не му пречи да се представя на високо ниво.
В началото на сезон 2007/2008 ван дер Ваарт открито изявява желание да бъде трансфериран във Валенсия, откъдето са готови да платят 15 милиона евро. Холандецът дори позира с фланелка на Валенсия. Хамбургер обаче отказва това предложение. На 6 октомври 2007 г. ван дер Ваарт изравнява един стар клубен рекорд – вкарва седмия си гол в серия от седем поредни мача в Първа Бундеслига. Голове за Хамбургер в седем поредни мача в Бундеслигата е вкарвал единствено Уве Зелер през сезон 1963/1964.
С националния отбор участва на Евро 2004 и СП 2006, както и на СП за младежи през 2000 г. Той е и в състава на Нидерландия за Евро 2008.

## Личен живот
Рафаел ван дер Ваарт е дете на холандец и испанка.
На 10 юни 2005 се жени за Силви Мейс, фотомодел и водеща в MTV. На 28 май 2006 се ражда първородният му син – Дамиан Рафаел.

## Успехи
Аякс
Eredivisie: 2001 – 02, 2003 – 04
KNVB Cup: 2002
Johan Cruijff-schaal: 2002
Хамбургер
UEFA Intertoto Cup: 2005
Реал Мадрид
Supercopa de España: 2008

## Любопитно
- Прякорът му е „Рафи“.
- Любимият му спортист е Пийт Сампрас.
- Важна роля за трансфера му в Хамбургер изиграва съпругата му Силви. Тя е поканена на обиколка из хамбургските бутици от съпругата на президента на Хамбургер и веднага се влюбва в града.